# Mure (Serbia)
Mure (cyr. Муре) – wieś w Serbii, w okręgu raskim, w gminie Raška. W 2011 roku liczyła 117 mieszkańców.